# Мей Уест
Мей Уест (на английски: Mae West) е американска филмова и театрална актриса и певица. Известна с циничните си хумористични двусмислици, Уест изгражда името си във водевили и на сцената в Ню Йорк преди да се премести в Холивуд, където започва кариера на комедийна актриса в киноиндустрията. Бидейки една от най-дискусионните кино звезди за времето си, Мей Уест се сблъсква с много проблеми, сред които най-вече e цензурата. Една от култовите ѝ реплики е: „Това в джоба ти пистолет ли е или просто се радваш да ме видиш?“.
След приключване на филмовата си кариера, тя продължава изявите си на сцените на Лас Вегас, както и в радио- и телевизионни продукции. Прави записи и на музикални албуми.
През 1999 г. Американският филмов институт включва Уест под номер 15 в класацията на най-големите жени звезди на класическото холивудско кино.

## Биография и кариера

### Произход и младежки години
Мей Уест е родена като Мери Джейн Уест на 17 август 1893 година в бруклинския квартал Бушуик. Майка ѝ – Матилда „Тили“ Доулгър, преди брака си е била манекен на модни облекла и корсети. Баща ѝ – Джон Патрик Уест, е бивш професионален боксьор, известен като „Battlin' Jack West“. По-късно работи като полицай, а след това като частен детектив в собствена агенция. Семейството е било протестантско, въпреки че в някои сведения се твърди за майка ѝ, че е била еврейски имигрант от Бавария. Също така ирландската ѝ баба по бащина линия и други роднини са изповядвали католицизъм. Всички те не са одобрявали избора за кариера на Мей Уест. Има сестра – Милдред Катерин Уест (1898-1982), известна като Бевърли, и брат – Джон Едуин Уест (1900-1964). По време на детството им, семейството се е местило на различни места в Уудхейвън, Куинс, както и в бруклинските Уилямсбърг и Грийнпойнт. Предполага се, че Мей е посещавала училището „Erasmus Hall High School“.

## Избрана филмография
| Година | Филм                | Оригинално заглавие   | Роля                                                   | Режисьор         |
| ------ | ------------------- | --------------------- | ------------------------------------------------------ | ---------------- |
| 1932   | Нощ след нощ        | Night After Night     | Мауди Триплет                                          | Арчи Майо        |
| 1933   | Не съм ангел        | I'm No Angel          | Тира                                                   | Уесли Ръгълс     |
| 1935   | Пътуване къв града  | Goin' to Town         | Клео Бордън                                            | Александър Хол   |
| 1936   | Клондайк Ани        | Klondike Annie        | куклата от Сан Франциско/Роуз Карлтън/сестра Ани Алдън | Раул Уолш        |
| 1937   | Всеки ден е празник | Every Day's a Holiday | Пийчис О`Дей                                           | Едуард Съдърланд |
| 1940   | Мое малко пиленце   | My Little Chickadee   | Флауър Бел Лий                                         | Едуард Клайн     |
| 1970   | Майра Брекинридж    | Myra Breckinridge     | Летисия Ван Алън                                       | Майкъл Сарне     |
| 1978   | Секстет             | Sextette              | Марло Мавърс/лейди Барингтън                           | Кен Хюз          |

## Дискография
Албуми
- 1956: The Fabulous Mae West; Decca Records D/DL-79016
- 1960: W.C. Fields His Only Recording Plus 8 Songs by Mae West; Proscenium PR 22
- 1966: Way Out West; Tower Records T/ST-5028
- 1966: Wild Christmas; Dragonet LPDG-48
- 1970: The Original Voice Tracks from Her Greatest Movies; Decca D/DL-791/76
- 1970: Mae West & W.C. Fields Side by Side; Harmony Records HS 11374/HS 11405
- 1972: Great Balls of Fire; MGM Records SE 4869
- 1974: Original Radio Broadcasts; Mark 56 Records 643
- 1987/1995: Sixteen Sultry Songs Sung by Mae West Queen of Sex; Rosetta RR 1315
- 1996: I'm No Angel; Jasmine Records CD 04980 102
- 2006: The Fabulous: Rev-Ola Records CR Rev 181